# Масаока, Кэндзо
Кензо Масаока — (政 岡 憲 三 , Масаока Кензо , 5 октября 1898 — 23 ноября 1988) является ранним создателем аниме. Масаока родился в Осаке, умер в Токио, Япония. Он наиболее известен созданием самого раннего аниме, в котором использовалась традиционная анимация и записанный звук. Он работал в качестве аниматора и актера. Его работа в качестве художника по спецэффектам принесла ему звание «Japanese Méliès».
Также он был известен под псевдонимом Донбэй Масаока (政 岡 ど ん べ い).

## Биография
Масаока изучал живопись в японском стиле в Kyoto City University of Arts и переехал в Токио, чтобы заняться масляной живописью. Тем не менее, он вернулся в Киото и присоединился к производству фильма «Sun» (日輪) под руководством Сёдзо Макино в качестве дизайнера костюмов. В 1927 Масаока основал свой собственный офис Nonbei Production в Симогамо, Киото, и продюсировал детский фильм Shell Palace (貝 の 宮殿, 1927). Он также работал актером под именем Руриносукэ Сегава.
В 1929 году он стал сотрудником студии Nikkatsu Uzumasa и занимался анимационными постановками, которые его интересовали в течение некоторого времени. Его дебютная работа, Nonsense Story Vol. 1, The Monkey Island (難 船 ス 物語 第 壱 篇 猿 ヶ 島, 1931 год выпуска) получил положительные отзывы. В 1932 году Масаока основал в Киото Масаоку Эйга Сейсакусё. По заказу Сиро Кидо, главы студии Shochiku Kamata, Масаока завершил первую в Японии радиопостановку The World of Power and Women (力と女の世の中, 1933). В декабре того же года он сменил название своей компании на Masaoka Eiga Bijutsu Kenkyusho и построил современное двухэтажное здание, оборудованное студией звукозаписи. Он попытался улучшить качество анимации посредством реализации традиционной анимции, которая в то время была дорогой.
Затем Масаока присоединился к Shochiku Doga Kenkyusho в 1941 году. Там он представил работу, для которой он наиболее известен The Spider and the Tulip (くもとちゅうりっぷ, 1943).
Масаока основал Nihon Doga Corp. (позже Nichido) с Ямамото. Они выпустили серию «Tora-chan» (すて猫とらちゃん) (1947-50), но финансовые трудности продолжались, что привело к тому, что Масаока переключил свою деятельность на создание мультфильмов и книжек с картинками.
Масаока модернизировал анимацию, внедрив более индустриальный способ производства. Его фильмы, в отличие от многих других анимационных работ, были выпущены в крупных театрах. Результатом его усилий стала анимация, которая соперничала с американской. Масаока пережил взлеты и падения в своей карьере, но его Kumo to Churippu, 1943 является одним из шедевров японского кино.